# Колник, Любомир
Любомир Колник (словац. Ľubomír Kolník; 23 января 1968, Нитра, Чехословакия) — бывший словацкий хоккеист, центральный нападающий. Чемпион Чехословакии 1992 года, чемпион Словакии 1998 и 2000 годов.
Выступал за сборную Словакии на многих крупных турнирах.

## Достижения

### Командные
- Чемпион Чехословакии 1992
- Чемпион мира 1994 (группа C) и 1995 (группа B)
- Чемпион Словакии 1998 и 2000
- Серебряный призёр чемпионата Чехословакии 1989 и 1990
- Серебряный призёр чемпионата Словакии 1995 и 1999
- Бронзовый призёр чемпионата Европы среди юниоров 1986
- Бронзовый призёр чемпионата Чехословакии 1991
- Бронзовый призёр чемпионата Финляндии 1994
- Бронзовый призёр чемпионата Словакии 2001, 2003 и 2006

### Личные
- Лучший бомбардир чемпионата Словакии 1995 (54 очка)
- Лучший бомбардир второй финской лиги 1993 (84 очка)
- Лучший снайпер Евролиги 1997 (6 шайб)
- Второй снайпер за всю историю словацкой лиги (347 шайб)
- Второй снайпер за всю историю сборной Словакии (59 шайб)

## Статистика
- Чемпионат Чехословакии — 238 игр, 229 очков (126+103)
- Чемпионат Словакии — 741 игра, 639 очков (347+292)
- Сборная Чехословакии — 47 игр, 18 шайб
- Сборная Словакии — 109 игр, 59 шайб
- Вторая словацкая лига — 13 игр, 20 очков (11+9)
- Вторая чехословацкая лига — 44 игры, 32 очка (18+14)
- Чемпионат Финляндии — 81 игра, 49 очков (27+22)
- Вторая финская лига — 72 игры, 128 очков (70+58)
- Евролига — 30 игр, 26 очков (18+8)
- Континентальный кубок — 3 игры, 3 очка (2+1)
- Всего за карьеру — 1378 игр, 696 шайб

## Личная жизнь
Колник являлся тайным агентом службы государственной безопасности Чехословакии. В частности, он проинформировал власти страны о том, что Владимир Ружичка общался с Петром Свободой, который эмигрировал из страны, а также о том, что Здено Цигер получал предложение от клуба НХЛ «Нью-Джерси Девилз».